# Cassandra Sánchez Navarro
Cassandra Sánchez Navarro (Cidade do México, 3 de julho de 1991), mais conhecida como Cassandra Navarro, é uma atriz mexicana.

## Filmografia

### Televisão
- El dragón (2020) - Chisca Garza
- Silvia, frente a ti (2019) - Viridiana Alatriste
- Las Buchonas (2018-2019) - Gabriela León
- La bella y las bestias (2018) - Penélope Zapata
- Yago (2016) - Ximena Saide Galván
- Sense8 (2015) - Nuri
- La sombra del pasado (2014) - Verónica Santos
- Quiero amarte (2013) - Flavia Montesinos Ugarte
- Corona de lágrimas (2012) - Consuelo María del Pilar "Chelito" Durán
- Una familia con suerte (2011-2012) - Salomé

### Cinema
- Cindy la Regia (2019) - Cindy Garza
- Café con leche (2017) - Liz Gómez
- Vidas violentas (2015)
- Gabe the cupid dog (2012) - Garota de biquíni
- A Broken Code (2012) - Angie

## Prêmios e indicações

### TVyNovelas
| Ano  | Categoria          | Telenovela         | Resultado |
| ---- | ------------------ | ------------------ | --------- |
| 2013 | Revelação feminina | Corona de lágrimas | Venceu    |